# Tourisme au Botswana

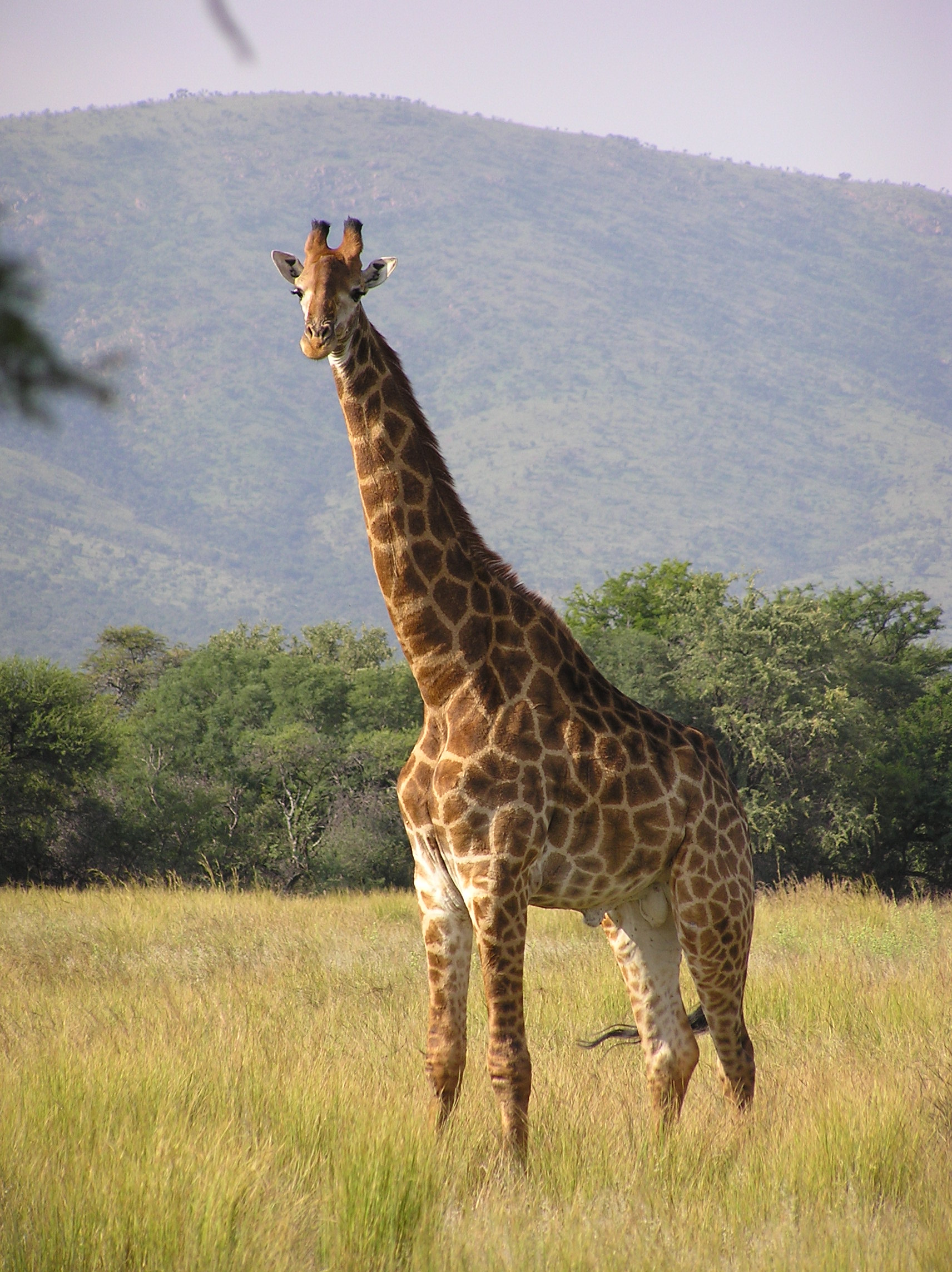
Une girafe dans la réserve de chasse du Kalahari central

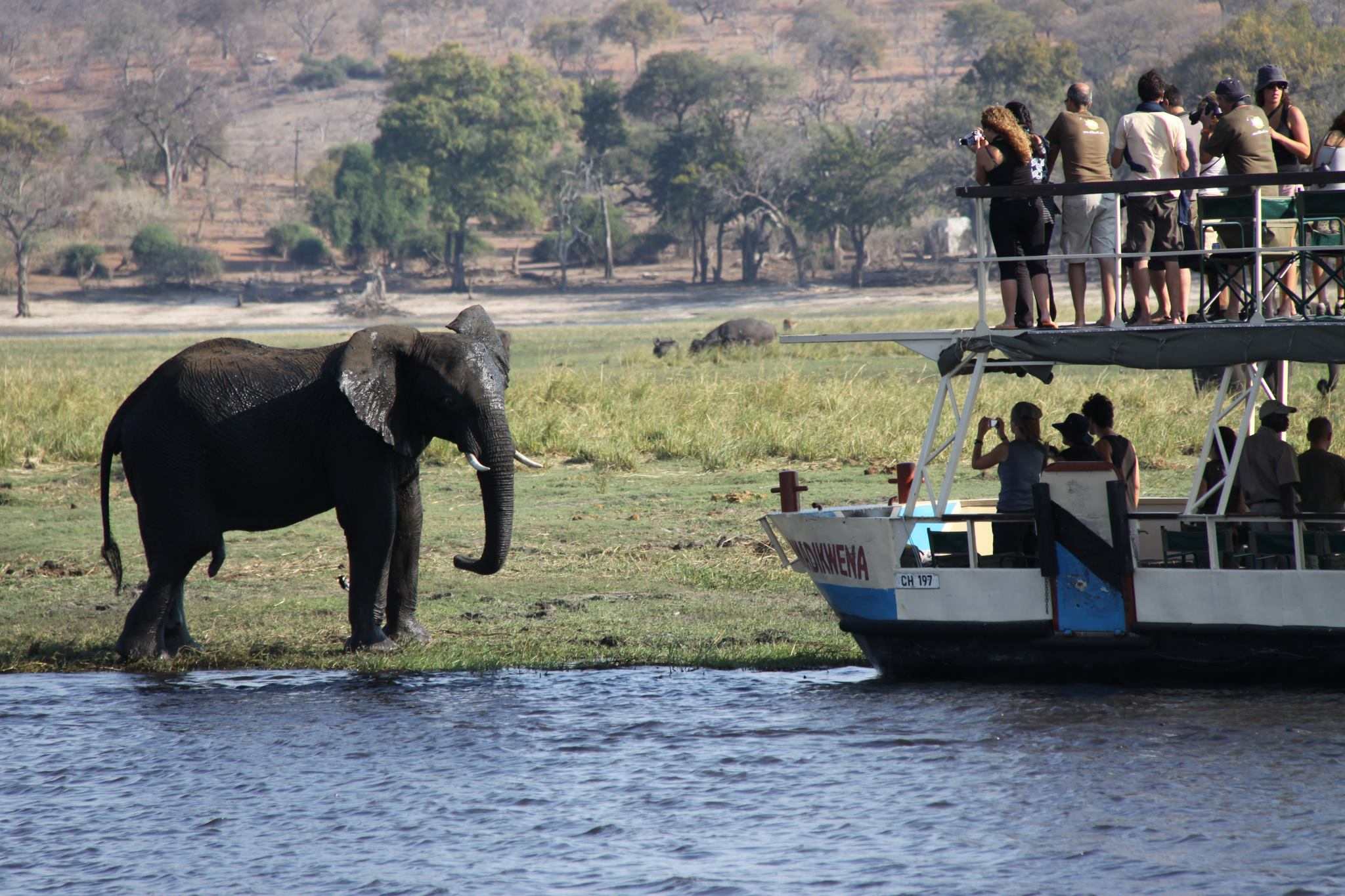
Touristes à l'île de Sedudu

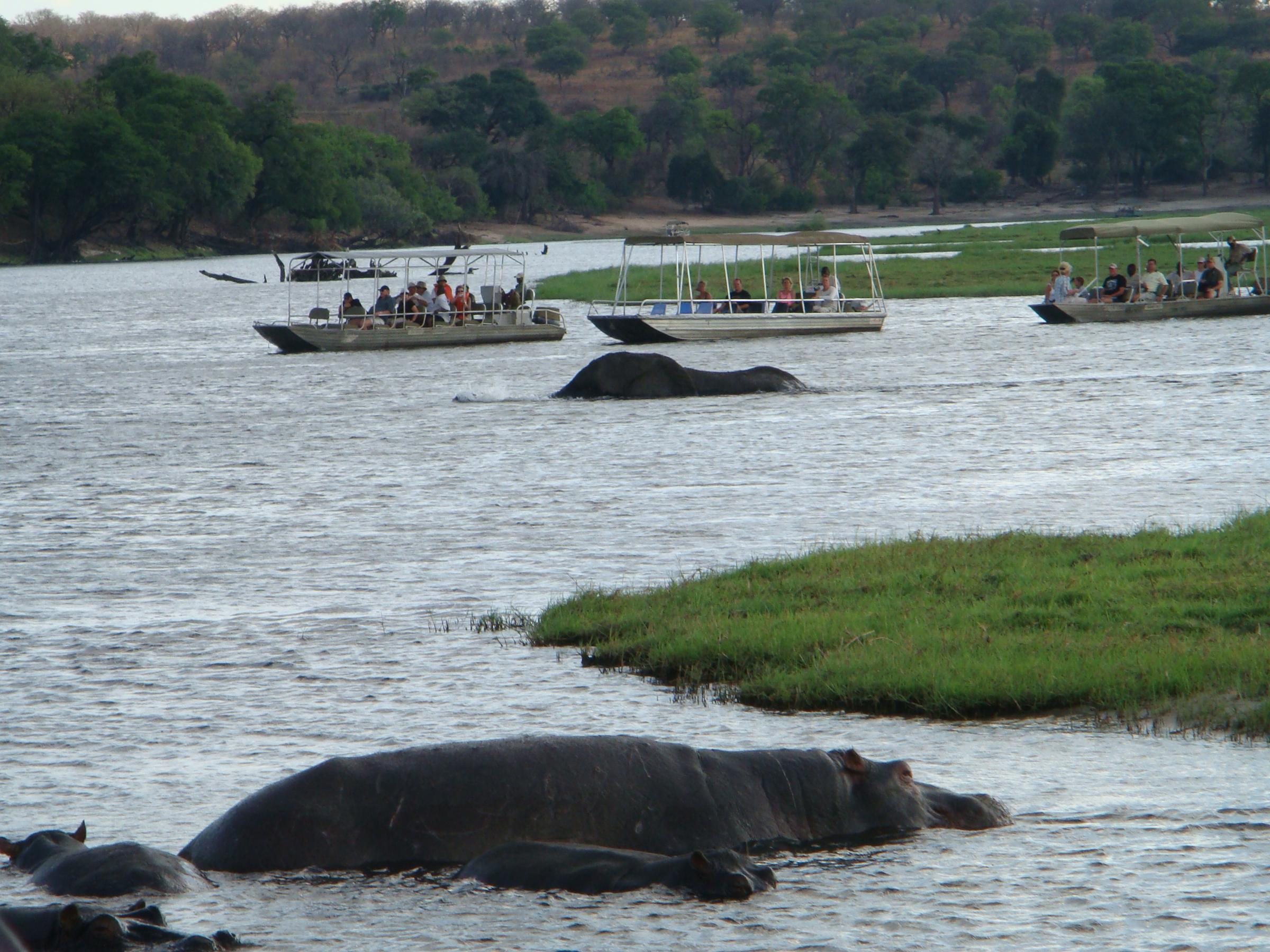
Hippopotames et éléphants dans la rivière Kwando

Le tourisme au Botswana est un secteur d'activité important pour l'économie du pays.
Les principales attractions touristiques du Botswana sont ses réserves de gibier, qui permettent le développement des safaris-photos ou de chasse au trophées. D'autres attractions naturelles participent à l'attractivité touristique du pays, dont la région du delta de l'Okavango, labyrinthe de voies navigables, d'îles et de lacs durant la saison des pluies. 
L'industrie du tourisme contribue à diversifier l'économie du Botswana, se substituant parfois aux sources traditionnelles de revenus, telles que l'exploitation diamantifère et le bœuf, et est à la base de 23 000 emplois en 2005. 

## Historique de l'industrie touristique
L'industrie touristique du Botswana commence à se développer en raison de conditions géopolitiques favorables, dans les années 1990. L'Afrique australe connaît en effet une stabilité politique après la fin de l'apartheid ainsi que la libération de Nelson Mandela en 1990. Les améliorations globales des systèmes de transport et de communication, liées à la mondialisation, contribuent en outre à rendre le tourisme au Botswana plus viable. 
En 1990, le Botswana met en place une politique de développement de l'industrie touristique visant à augmenter le nombre de touristes entrant dans le pays, les recettes publiques et les opportunités d'emploi liées au secteur. La politique vise principalement à attirer des touristes internationaux, prêts à débourser de fortes sommes pour des activités haut de gamme, et venant d'Europe, d'Amérique du Nord, d'Australie ou de Nouvelle-Zélande, afin d'augmenter les revenus du pays. Alors que les taux d'emploi dans le secteur touristique augmentent, l'industrie du tourisme représentant 4,5 % du nombre total d'emplois au Botswana, la plupart des postes de direction les mieux rémunérés de l'industrie restent réservés aux travailleurs qualifiés étrangers expatriés.
Une campagne touristique, nommée Rediscover Botswana (Redécouvrir le Botswana), débute en 2020 pour accroître le tourisme intérieur. 

## Attractions touristiques

### Parcs nationaux
La stratégie nationale de conservation et la politique touristique du gouvernement du Botswana sont mises en place afin de promouvoir le tourisme tout en protégeant les zones naturelles. 

#### Réserve de chasse du Kalahari central
La réserve de chasse du Kalahari central est un vaste parc national situé dans le désert du Kalahari au Botswana, destinée principalement aux safaris de chasse aux trophées. Créé en 1961, il couvre une superficie de 52 800 km2, ce qui en fait la deuxième plus grande réserve de chasse au monde. Le parc abrite des animaux sauvages tels que la girafe, la hyène brune, le phacochère, le guépard, le lycaon, le léopard, le lion, le gnou bleu, l'éland, l'oryx gazelle, le koudou et le bubale rouge.

#### Parc national de Chobe
Le parc national de Chobe, au nord-ouest du Botswana, possède l'une des plus grandes concentrations de faune du continent africain, et une superficie de 11 700 km2. Par sa taille, c'est le troisième plus grand parc du pays, après la réserve de chasse du Kalahari central et le parc transfrontalier de Kgalagadi, et c'est le plus diversifié. 
Le parc est créé par les colons britanniques en 1931, officiellement afin de préserver la « vie indigène et sauvage ».

#### Parc transfrontalier de Kgalagadi
Le parc transfrontalier de Kgalagadi est une grande réserve dédiée à la biodiversité animale et une des zones de conservation les plus importantes de l'Afrique australe. Le parc chevauche la frontière entre l'Afrique du Sud et le Botswana et comprend deux parcs nationaux contigus : le parc national du Kalahari Gemsbok en Afrique du Sud et le parc national du Gemsbok au Botswana. La superficie totale du parc est de 37 000 km2. Environ les trois quarts du parc se trouvent au Botswana et un quart en Afrique du Sud.
Ce parc est un exemple d'initiative de protection de la nature transfrontalière, qui a permis de rapprocher les deux pays durablement.

### Hébergement et restauration
Le Botswana propose au voyageur un choix large d'options d'hébergement, allant des hôtels touristiques de première classe, lodges de luxe et camps de safari privés, aux chambres d'hôtes économiques ou aux terrains de camping. Les principales zones touristiques, comme les parcs naturels, proposent un choix de lodges privés, de camps de safari et de campings publics.
La cuisine servie dans les hôtels et les restaurants est diverse, et va des spécialités locales et de la venaison aux plats continentaux et asiatiques. Beaucoup de fast-foods et de petits restaurants à emporter proposent aussi des plats locaux ou plus classiques.

## Impacts sociaux et environnementaux
Le Botswana dépend des ressources naturelles à la fois pour ses moyens de subsistance généraux et pour le tourisme. Les ressources naturelles rares et fragiles du pays sont particulièrement cruciales pour les habitants locaux, qui utilisent l'eau, les forêts et les terres agricoles. 
La région du delta de l'Okavango est à la fois une destination touristique populaire, mais aussi un site majeur du patrimoine mondial, car l'un des plus grands deltas intérieurs au monde. Sa popularité auprès des touristes stimule la croissance des infrastructures et des services dans la région, notamment les banques, les hôtels et les aéroports. Cependant, les communautés locales des villages de Khwai, Mababe et Sankoyo, à proximité du cours de l'Okavango, se plaignent de ne pas avoir accès aux ressources naturelles de la réserve de Moremi, privatisée par les touristes internationaux et les entreprises de tourisme étrangères. Les installations touristiques de certaines régions du Botswana en font des enclaves touristiques, des lieux touristiques importants, mais qui ne génèrent pas beaucoup d'activité économique dans les zones environnantes.
Alors que la grande majorité de l'attractivité touristique du Botswana est basée sur le patrimoine naturel du pays, l'industrie du tourisme elle-même cause des dommages, parfois importants, aux atouts naturels du secteur. Le tourisme de masse notamment, qui mène au regroupement de grands groupes de touristes au même endroit, peut perturber la faune et amener les animaux à migrer vers d'autres habitats. Les déchets laissés par les touristes peuvent également polluer l'environnement, modifier la composition du sol. L'introduction d'espèces envahissantes nuisibles dans la région est, elle, directement liée aux échanges de population. D'autres activités touristiques populaires telles que le nautisme, et en particulier le hors-bord, peuvent perturber la faune aquatique, tandis que la photographie de la faune et des oiseaux peut modifier le comportement de certaines espèces, notamment leurs modes d'alimentation et de reproduction.
Le Botswana met en place un certain nombre d'expérimentations pour penser la meilleure méthode de préservation de l'environnement. Le pays met notamment l'accent sur la gestion communautaire des ressources, qui repose sur une hypothèse voulant que les populations locales sont plus engagées dans l'utilisation durable et la conservation des ressources naturelles proches de là où elles vivent que ne le sont les pôles de décision plus éloignés. 
Cependant, le manque de financement et de compétences des communautés locales les amène parfois à dépendre de partenaires internationaux pour atteindre un double objectif de développement économique, donc touristique, et de préservation des ressources naturelles. 
Le tourisme culturel offre aux touristes la possibilité de découvrir l'art, le patrimoine et les traditions locales. Cette forme de tourisme participe au développement économique en créant des emplois, à l'amélioration des conditions de vie des personnes, au renforcement de la cohésion communautaire et à la fierté culturelle des habitants de contribuer au développement des infrastructures. Plus spécifiquement, le tourisme villageois se concentre sur la démonstration aux touristes des techniques d'artisanat traditionnel et de la vie quotidienne, ce qui profite particulièrement aux femmes, qui profitent souvent peu des retombées économiques et sociales liées au tourisme. Les revenus liés au tourisme villageois donnent ainsi accès à des opportunités de formation professionnelle et d'entrepreneuriat pour les femmes locales. L'emploi dans leur village d'origine permet aux femmes de remplir leurs contraintes familiales, tout en acquérant une indépendance financière. 
L'augmentation de l'offre de tourisme culturel au Botswana est une possibilité pour rendre le tourisme plus durable dans le pays, en réduisant la pression sur les sites naturels et la biodiversité, tout en répartissant mieux géographiquement le potentiel de développement basé sur le tourisme, en offrant plus d'opportunités à certaines communautés locales ne bénéficiant pas d'un environnement naturel très riche de s'engager malgré tout dans l'économie du tourisme. 

## Informations touristiques

### Entrée dans le pays
Les citoyens des États-Unis, d'Afrique du Sud, des pays du Commonwealth britannique et de la plupart des pays d'Europe occidentale n'ont pas besoin de visa pour les séjours de moins de 90 jours.La présentation d'un passeport est obligatoire pour voyager dans le pays. 
Une preuve de vaccination contre la fièvre jaune et le choléra est exigée des touristes en provenance de zones à risque. 

### Classements
En 2015, le rapport du Forum économique mondial sur la compétitivité mondiale des voyages et du tourisme classe le Botswana à la 88e place sur 141 pays dans son indice de compétitivité du tourisme. 
Le rapport fait l'éloge des atouts et attractions touristiques du Botswana, mais la faible note est principalement due aux défis auxquels sont confrontés les touristes arrivant dans le pays, notamment le manque d'accès aux technologies modernes et le mauvais état des routes et des communications, qui ne favorisent pas le développement rapide de l'industrie touristique. Il pointe surtout le manque de connectivité aérienne du pays et de mise en avant de certaines ressources touristiques.

## Statistiques
En 1999, 2 100 chambres d'hôtel étaient disponibles au Botswana, comptant au total 3 720 lits et un taux d'occupation de 53 %. 843 314 visiteurs arrivent au Botswana cette année-là, dont plus de 720 000 sont issus d'autres pays africains. Les revenus du tourisme en 2000 ont totalisé 313 millions de dollars. 
En 2003, le Département d'État américain estime le coût quotidien moyen d'un séjour à Gaborone, la capitale du pays, à 129 dollars, contre 125 dollars dans la ville de Kasane. Dans d'autres régions du pays, ce coût peut descendre à moins de 50 dollars par jour. Le Botswana est considéré comme l'un des  pays les plus sûrs d'Afrique pour les touristes.
La plus grande partie des visiteurs arrivés en 2014 au Botswana pour faire du tourisme provenaient des pays suivants ,:
| Rang | Pays           | Nombre de visiteurs |
| ---- | -------------- | ------------------- |
| 1    | Afrique du Sud | 68 519              |
| 2    | États-Unis     | 38 522              |
| 3    | Allemagne      | 26 151              |
| 4    | Royaume-Uni    | 20 601              |
| 5    | Zimbabwe       | 18 285              |
| 6    | Australie      | 13 822              |
| 7    | Pays-Bas       | 8 909               |
| 8    | Japon          | 8 857               |
| 9    | France         | 7 992               |
| 10   | Canada         | 7 255               |
|      | Total          | 274 701             |

| Pays d'arrivée | 2016      | 2015      | 2014      | 2013      |
| -------------- | --------- | --------- | --------- | --------- |
| Zimbabwe       | 874 169   | 967 322   | 784 720   | 825 717   |
| Afrique du Sud | 759 564   | 808 118   | 600 387   | 742 639   |
| Zambie         | 220 649   | 202 289   | 188 351   | 331 799   |
| Namibie        | 187 044   | 170 326   | 162 453   | 169 733   |
| États-Unis     | 52 171    | 49 451    | 49 961    | 139 752   |
| Royaume-Uni    | 42 534    | 41 011    | 39 675    | 47 929    |
| Allemagne      | 35 288    | 32 230    | 34 576    | 43 674    |
| Inde           | 19 297    | 17 413    | 18 342    | 13 543    |
| Lesotho        | 18 773    | 18 842    | 12 408    | 10 839    |
| Malawi         | 17 102    | 20 607    | 15 175    | 17 386    |
| Total          | 2 401 786 | 2 501 616 | 2 082 521 | 2 598 158 |